# Dysphania militaris
Dysphania militaris là một loài bướm đêm thuộc họ Geometridae. Nó được tìm thấy ở miền Đông phương đến Sundaland.
Ấu trùng ăn các loài Carallia.

## Hình ảnh

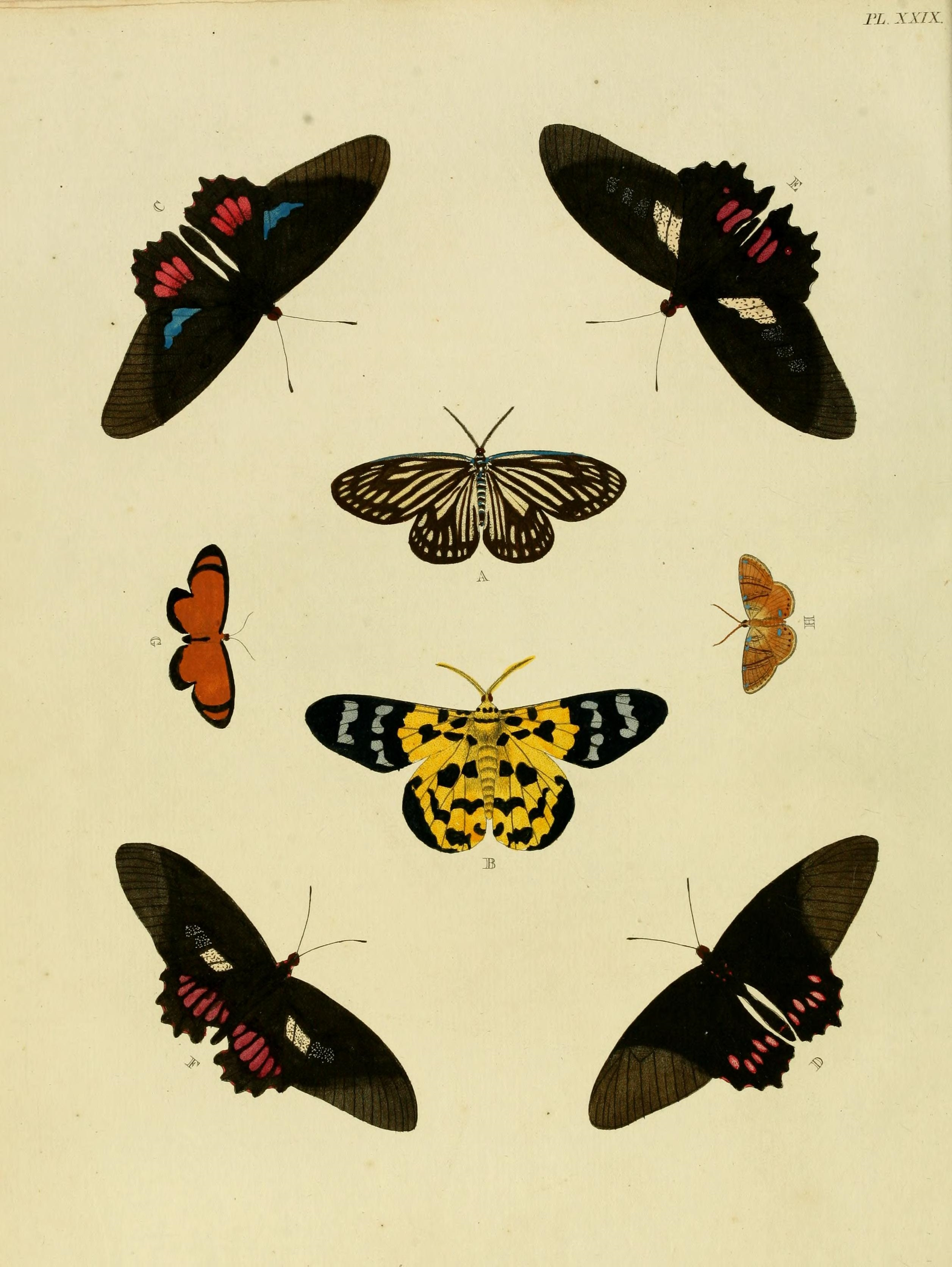
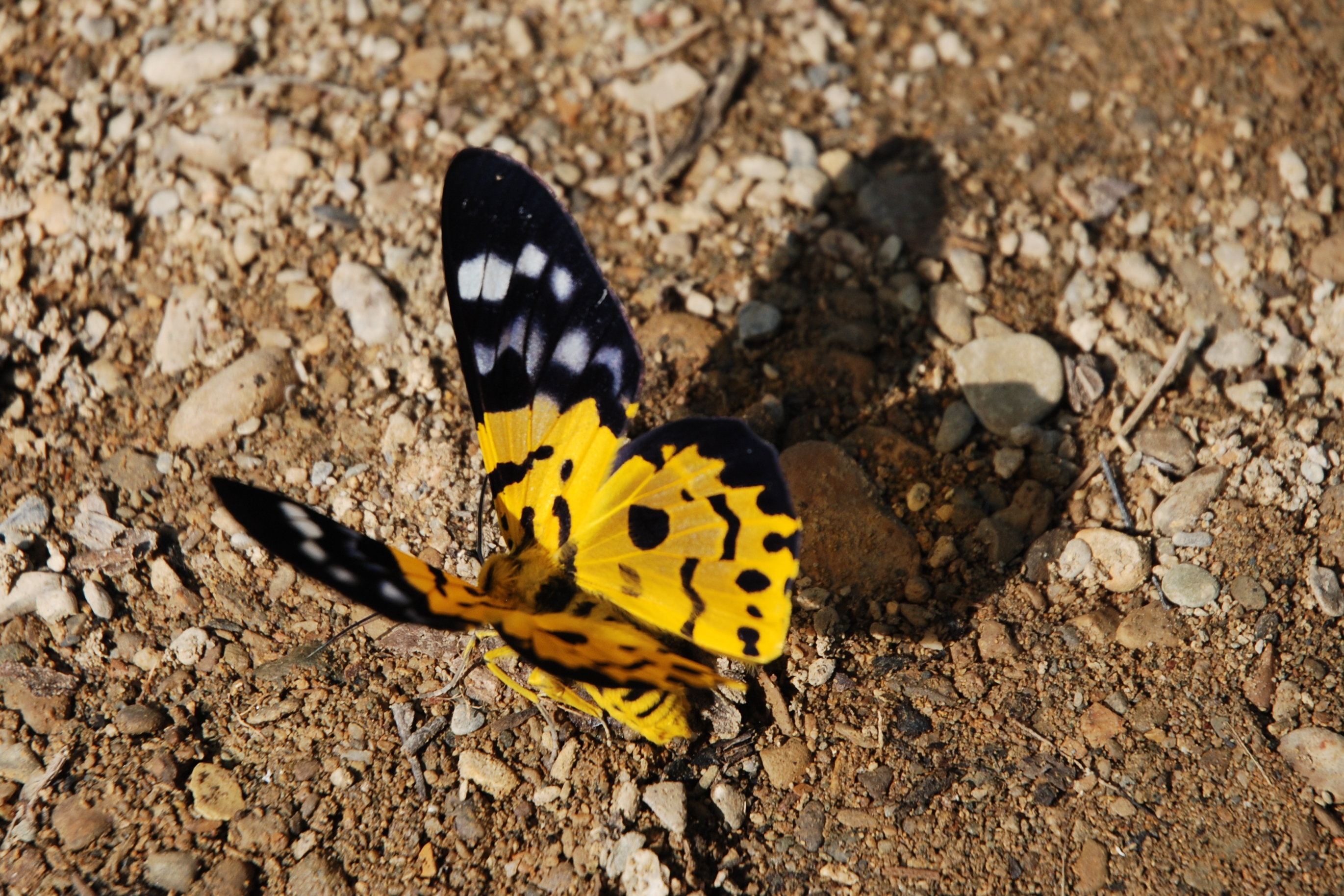
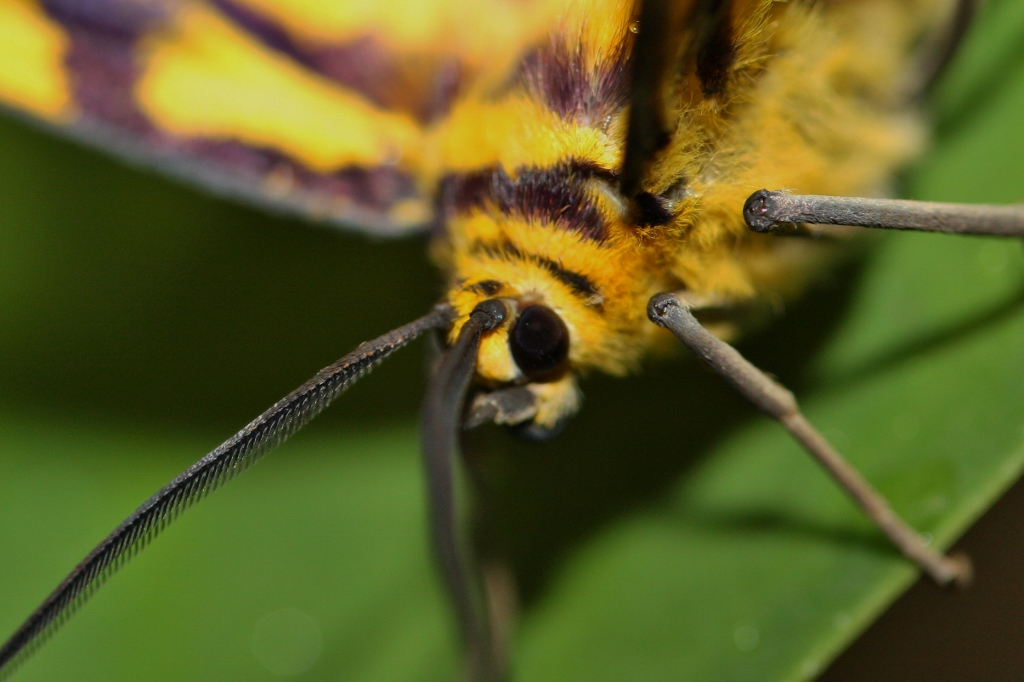
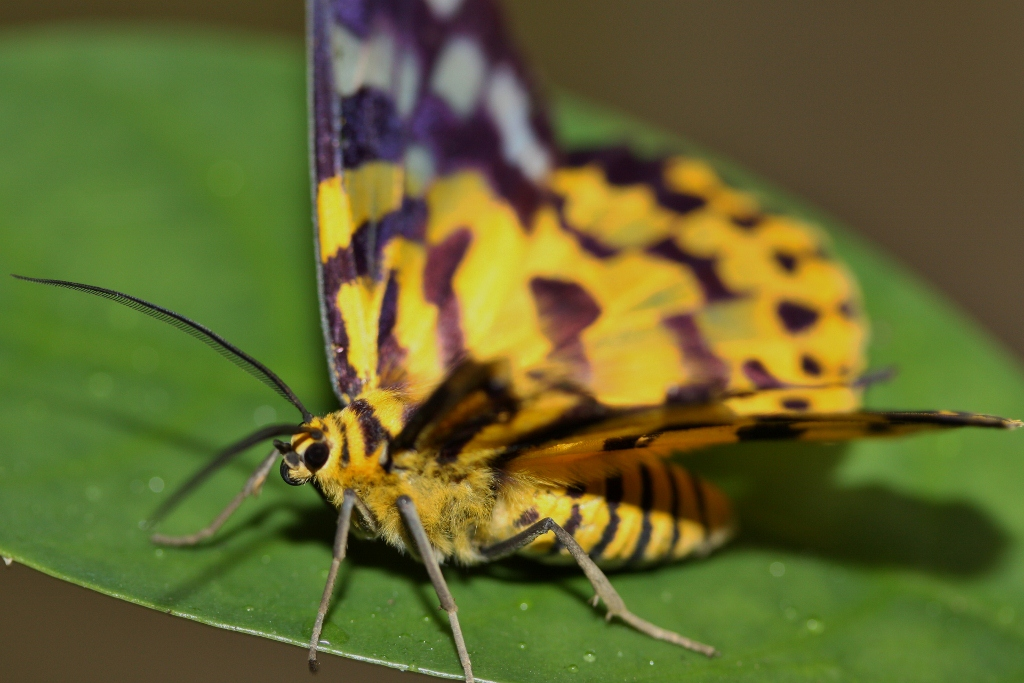
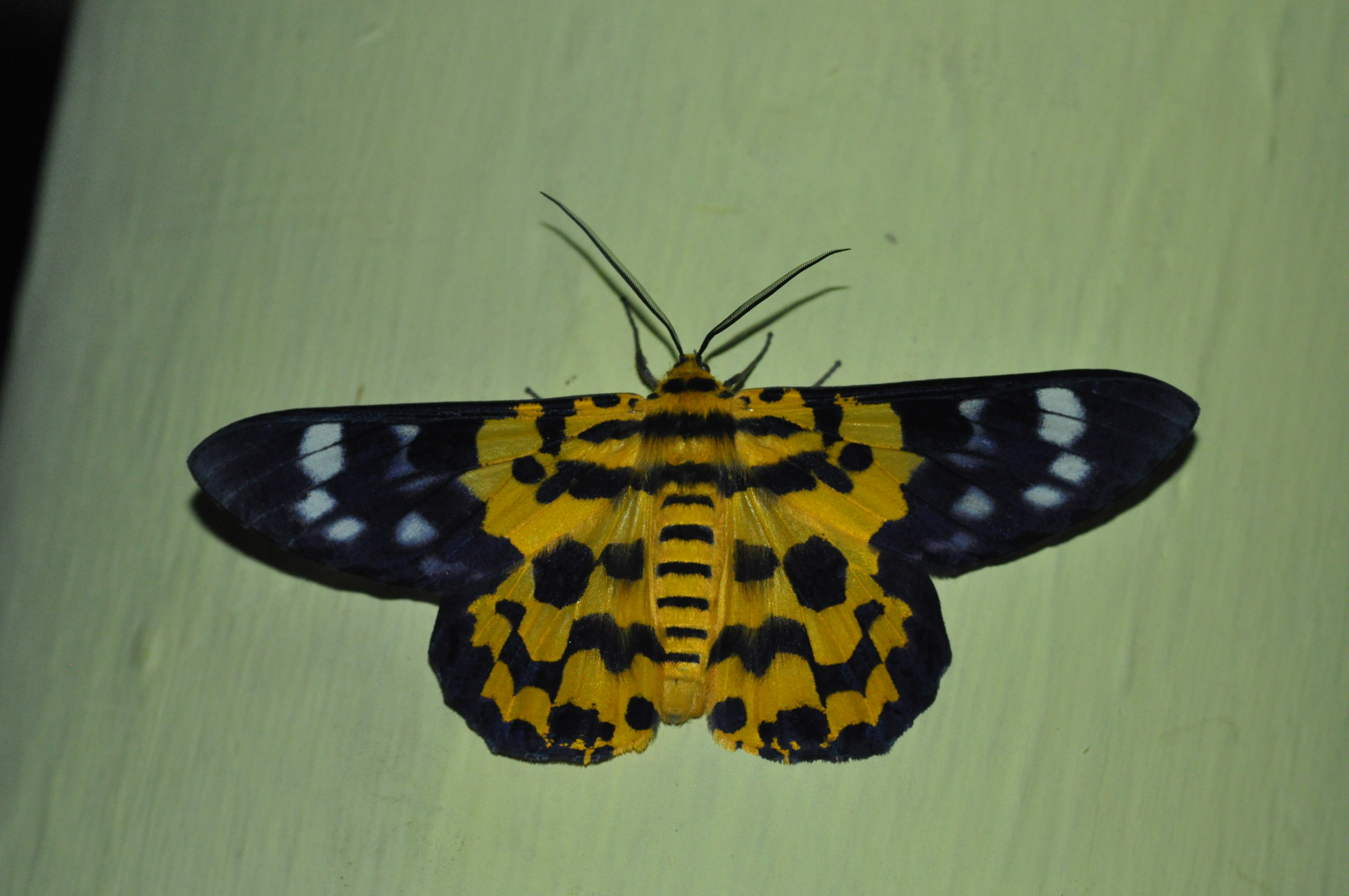
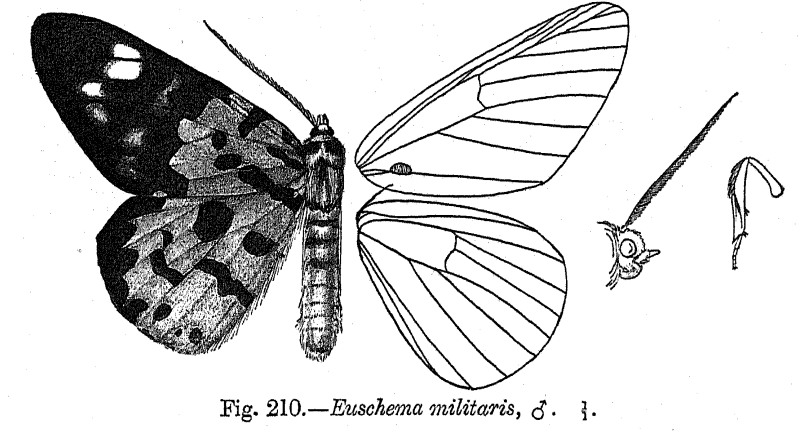